# Linton (Kent)
Pour les articles homonymes, voir Linton.
Linton est un village du Kent dans le district de Maidstone en Angleterre.